# Ischiolepta intermedia
Ischiolepta intermedia är en tvåvingeart som beskrevs av Han och Ke Chung Kim 1990. Ischiolepta intermedia ingår i släktet Ischiolepta och familjen hoppflugor.
Artens utbredningsområde är Ontario. Inga underarter finns listade i Catalogue of Life.